# 韋維 (唐朝)
韦维（?—?），字文纪，唐朝京兆万年人，出自京兆韦氏东眷南皮公房，考功郎中韋叔謙之孙，司戎大夫韋知人之子，韦凑的堂兄弟，韋繩的哥哥。
韦维年轻时习儒业，博涉文史，举进士对策高第。擢升为武功县主簿。督役乾陵，当年饥荒，均力劝功，人不知劳苦。因为和徐敬业有亲，贬为五泉县主簿。转任内江县令，劝民耕桑，县里为他刻石称颂。自大理丞升任为户部郎中，善于判断，当时户部员外郎宋之问工于诗，时人说户部有二妙。官至左庶子（一作右庶子），封南皮縣公。韦维为郎，在廷中植柳，其子韦虚心兄弟在郎省，面对柳树全都敛容。

## 子孙
- 韋虛心，工部尚書
  - 韋有方，左司員外郎
- 韋虛舟，刑部侍郎
  - 韋有象